# Astra Rail Industries
International Railway Systems (IRS), cu sediul central la Luxemburg, este cel mai mare producător de vagoane din Europa și un producător de top în industria feroviară a vagoanelor pe boghiu și forjă.
Înființată în 2002, International Railway Systems are o capacitate totală de producție de 5.000 vagoane pe an, iar 95% din producția companiei se comecializează în Europa de Vest.
În anul 2009, IRS contribuia cu 1,1% la exporturile României.
IRS deține trei dintre fabricile producătoare de vagoane de top din Europa cu sediul în România: Astra Arad, Meva Drobeta Turnu Severin, Romvag Caracal, o fabrică producătoare de forje și componente pentru industria feroviară MSV Studenka în Republica Cehă și două companii de top care proiectează și construiesc vagoane de marfă, una în România – ICPV și una în Slovacia – Rail Project.
Grupul își proiectează și realizează propriile produse în fabrici specializate, ICPV SA în Arad, România, și RailProject s.o.o. în Poprad, Slovacia.
Grupul IRS este deținut de omul de afaceri Cristian Burci și are filiale în 14 locații din Europa, inclusiv în Germania, Cehia, Slovacia și Elveția.
În anul 2002, a cumpărat Meva, fabrica de vagoane de marfă din Turnu Severin și a pus bazele operatorului de transport de marfă pe calea ferată Servtrans.
În anul 2003, a achiziționat pachetul majoritar al Șantierului naval Severnav Drobeta-Turnu Severin.
În anul 2004, IRS a cumpărat producătorul de vagoane Romvag din Caracal.
La jumătatea anului 2006, IRS a achiziționat divizia europeană a grupului Trinity Industries, care includea fabrica de vagoane Astra Vagoane Călători și active în Cehia, Slovacia, Elveția și Marea Britanie.
În anul 2009 a cumpărat firma de construcții și infrastructură ICIM Arad.
Cifra de afaceri:
- 2022: 165 milioane euro[7]
- 2016: 160 milioane euro[8]
- 2009: 350 milioane euro[6]
- 2008: 500 milioane euro[9]

Angajați
- 2022: 1988[7]
- 2016: 2470[8]